# Victoire Bélézy
Victoire Bélézy est une actrice et metteuse en scène française, née le 24 décembre 1987 à Limoges (Haute-Vienne).

## Biographie
Victoire Bélézy a fait plusieurs années d’études théâtrales, en ayant été acceptée entre autres à l'École nationale d'art dramatique de Montpellier en 2007. Elle a fait ses débuts à la télévision en automne 2009.
Par la suite, elle est remarquée par Daniel Auteuil qui lui propose le rôle de Fanny dans la célèbre Trilogie marseillaise, Marius, Fanny, César de Marcel Pagnol (Marius et Fanny).

### Ascendance
Victoire Bélézy est la fille de Jean-Jacques Bélézy, ancien président de la délégation MoDem de la Haute-Vienne.

## Théâtre

### Actrice
- 2007 : Scènes de chasse en Bavière de Martin Sperr, mise en scène d'Yves Ferry
- 2007 : Le Dépit amoureux de Molière, mise en scène de Richard Mitou
- 2008 : All is Fair in War and Love, mise en scène d'André Wilms
- 2008 : Les Paravents de Jean Genet, mise en scène d'Emmanuel Daumas
- 2008 : La Boucherie musicale de Noëlle Renaude, mise en scène de Marion Guerrero
- 2008 : Paysage de fantaisie de Tony Duvert, mise en scène de Bruno Geslin
- 2009 : Les Serments indiscrets de Marivaux, mise en scène d'Isabelle Habiague
- 2009 : Macbeth, mise en scène Mathieu Roy : Lady Macbeth
- 2009 : Histoire de famille, mise en scène d'André Wilms
- 2011 : Les Règles du savoir-vivre dans la vie moderne, mise en scène Jean-Luc Lagarce
- 2011 : Roméo et Juliette, Théâtre du Gyptis, Marseille, mise en scène de Françoise Chatôt
- 2015 : Tic Tac Boum, pièce dont elle est également l'auteur, festival Le Printemps des comédiens
- 2016 : Déchirements de et mise en scène Cyril Hériard Dubreuil
- 2017 : Les Jumeaux vénitiens de Carlo Goldoni, adaptation et mise en scène de Jean-Louis Benoît, avec Olivier Sitruk, Maxime d'Aboville, Théâtre Hébertot[2]
- 2019 : Le Malade imaginaire de Molière, mise en scène de Daniel Auteuil, Théâtre de Paris

### Mise en scène
- 2007 : Les Aventures du Petit Chaperon Rouge
- 2008 : Le Petit Chaperon rouge (pièce de Joël Pommerat)

### Opéra
- 2008 : La Favorite, opéra de Donizetti, mise en scène d'Ariel Garcia-Valdès

## Filmographie

### Télévision
- 2009 : Plus belle la vie (saison 6) : Lara Bonny
- 2010 : Mon père, Francis le Belge de Frédéric Balekdjian : la babysitter
- 2010 : Un soupçon d'innocence : Farida
- 2011 : Frères de Virginie Sauveur : Nora
- 2014 : Rosemary's Baby d'Agnieszka Holland : Nena
- 2015 : Crime à Aigues-Mortes de Claude-Michel Rome : Clémentine Garcia
- 2015 : Osmosis (web-série Arte) : Harmony Lang
- 2016 : Lebowitz contre Lebowitz de Frédéric Berthe : Elodie Leroy
- 2016 : Le Sang de la vigne de Marc Rivière : Anaïs Deville
- 2017 : Candice Renoir : Laëtitia Grecco
- 2020 : Le Voyageur de Stéphanie Murat : Marie-Ange Saunier
- 2023 : Les Secrets du paquebot de Christophe Lamotte : Samia Kouchy
- 2024 : Ici tout commence : Maïa Daguet, épouse de Stanislas[3].

### Cinéma
- 2013 : Fanny de Daniel Auteuil : Fanny
- 2013 : Marius de Daniel Auteuil : Fanny